# Ernest Merlin
Ernest Alfred Merlin (5 de setembro de 1886 — 10 de março de 1959) foi um ciclista britânico. Representou o Reino Unido em duas provas nos Jogos Olímpicos de Estocolmo, em 1912.